# هورست فينك
هورست فينك (بالألمانية: Horst Fink)‏ هو مجدف نمساوي، ولد في 1 أكتوبر 1938 في لينتس في النمسا.

## وصلات خارجية
- هورست فينك على موقع الاتحاد الدولي للتجديف (الإنجليزية)
- هورست فينك على موقع اللجنة الأولمبية الدولية (الإنجليزية)
- هورست فينك على موقع أوليمبيديا (الإنجليزية)